# Haarla
Haarla est un quartier du district Hirvensalo-Kakskerta à Turku en Finlande,.

## Description
Haarla est situé dans la partie sud de l'île d'Hirvensalo. 
Les parties de Haarla sont, entre autres, Puhuri, Vihuri et Laitainen, .
Le pont reliant Hirvensalo et l'île de Satava est situé dans le quartier d'Haarla.
La petite maison minimaliste en béton VillAma, conçue par Pekka Mäki et achevée en 2012, est située sur la falaise de Haarla.

## Galerie

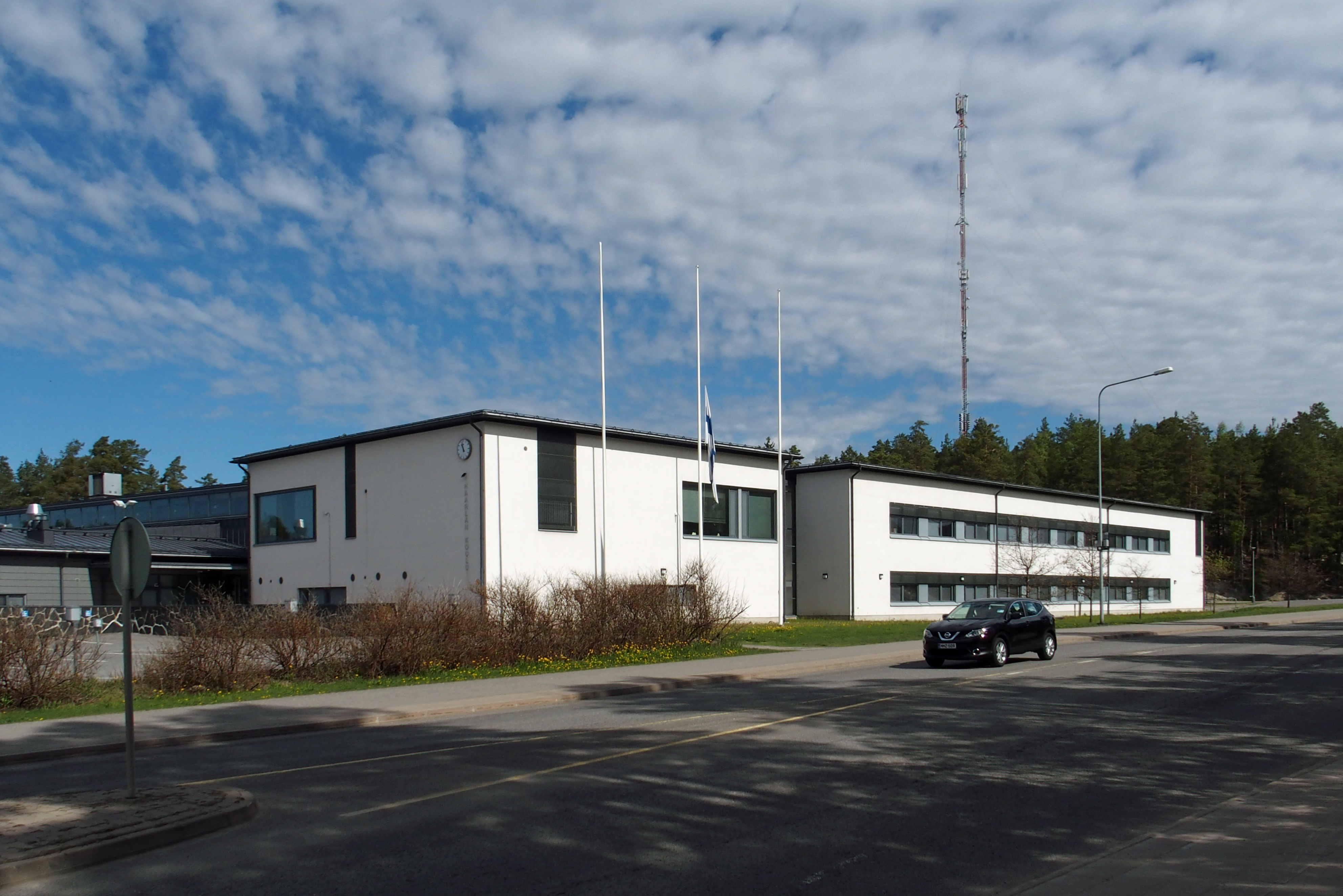
École d'Haarla.
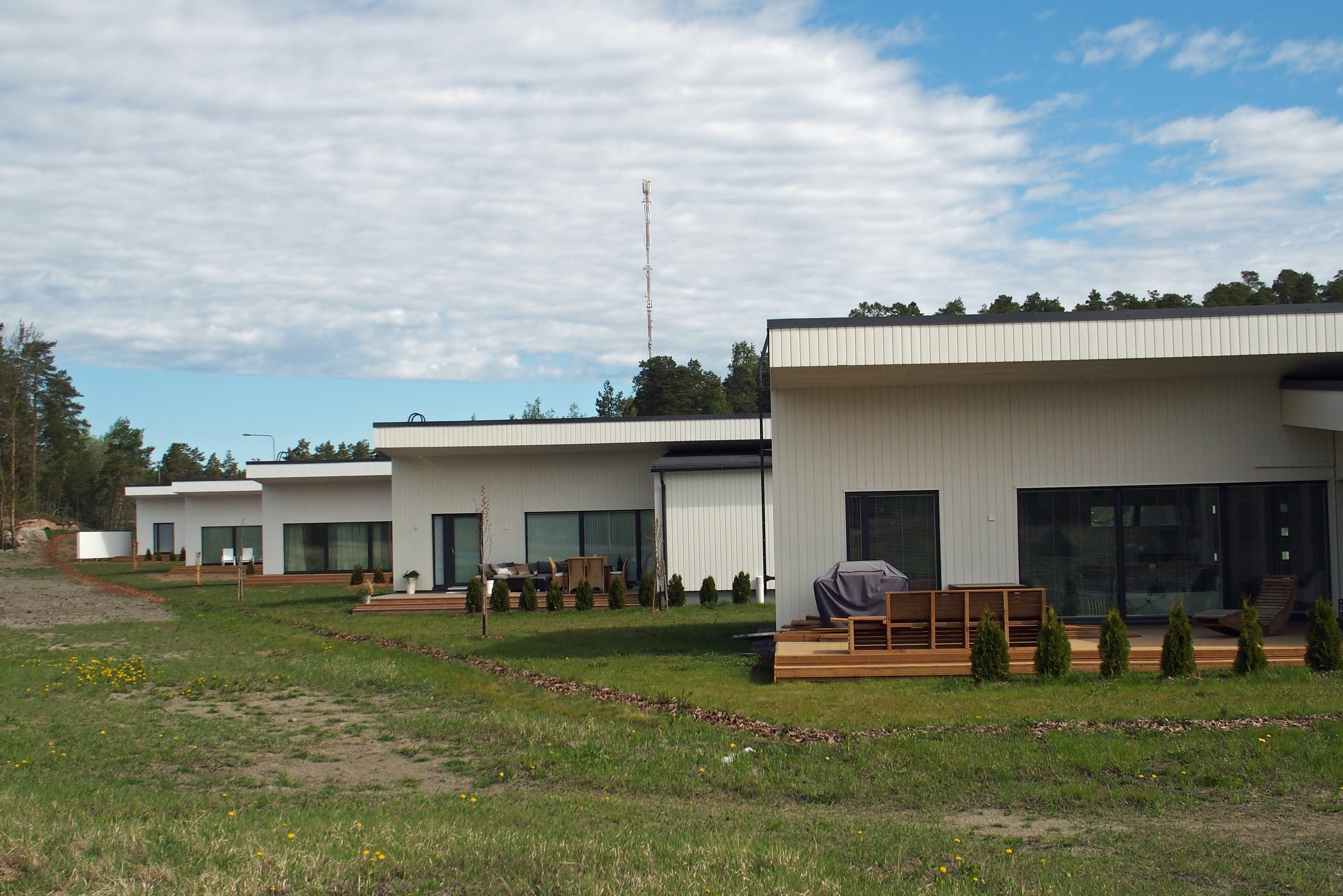
Maisons mitoyennes.
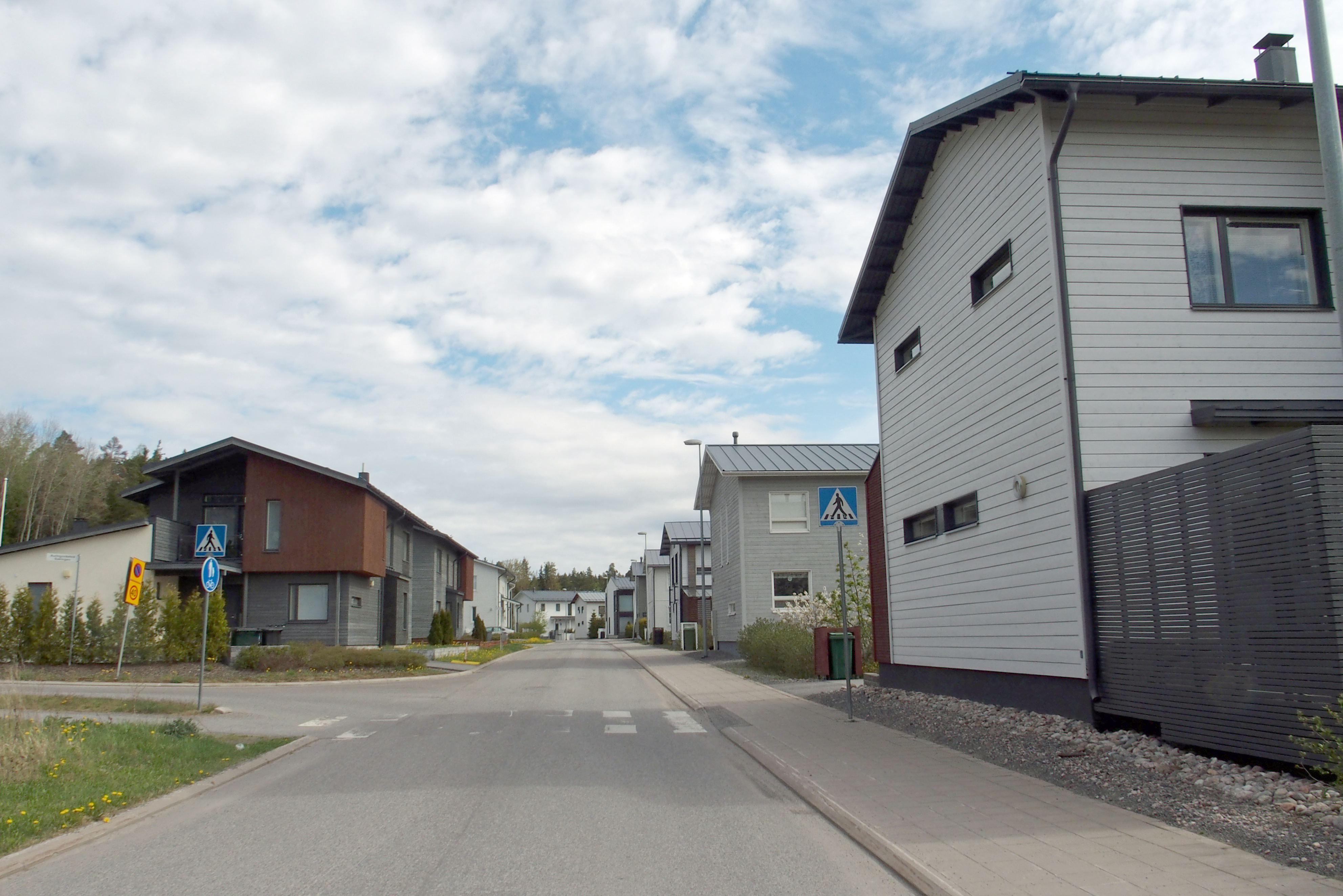
Kuutamokatu.
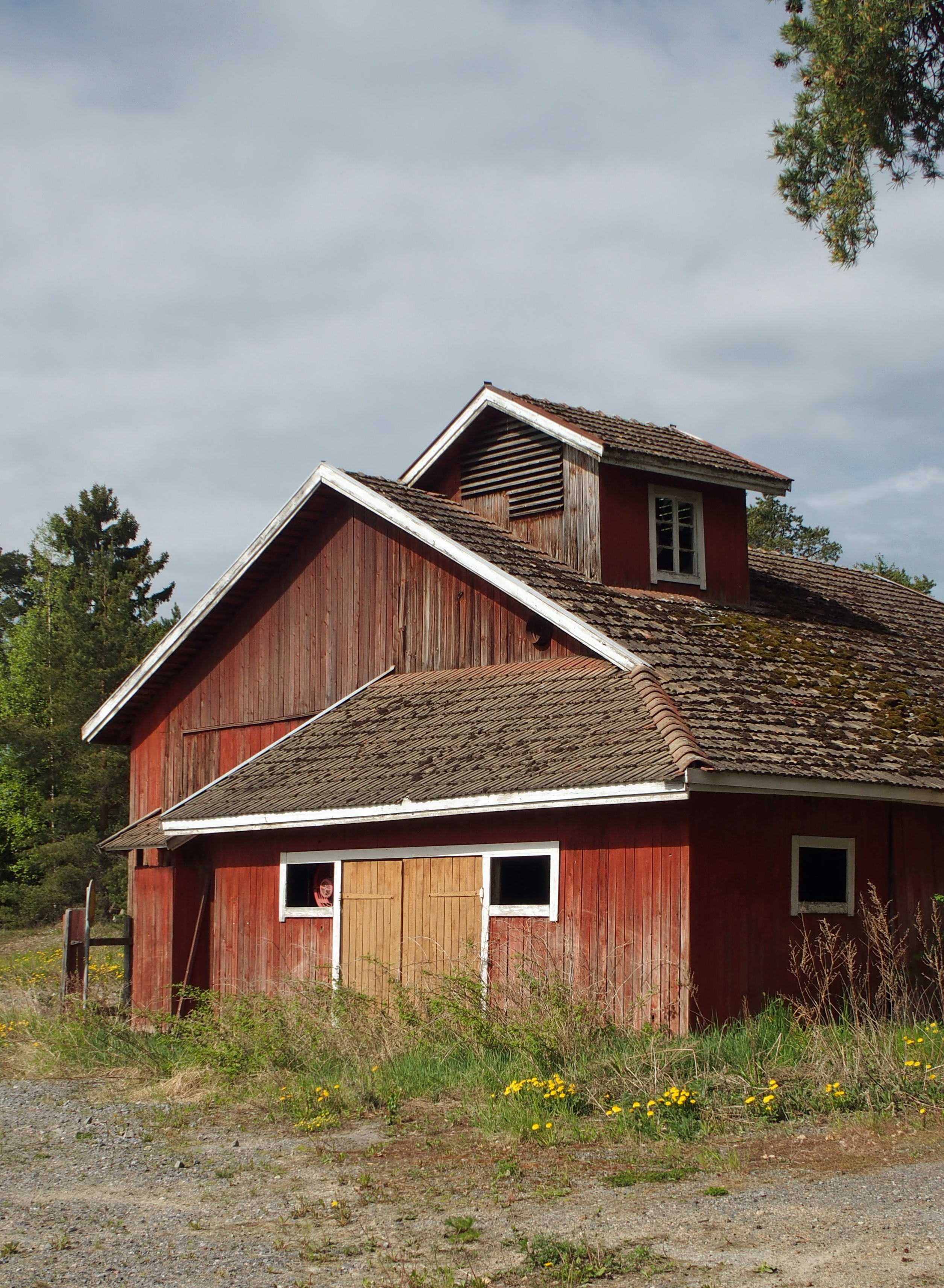
Vieiile ferme.
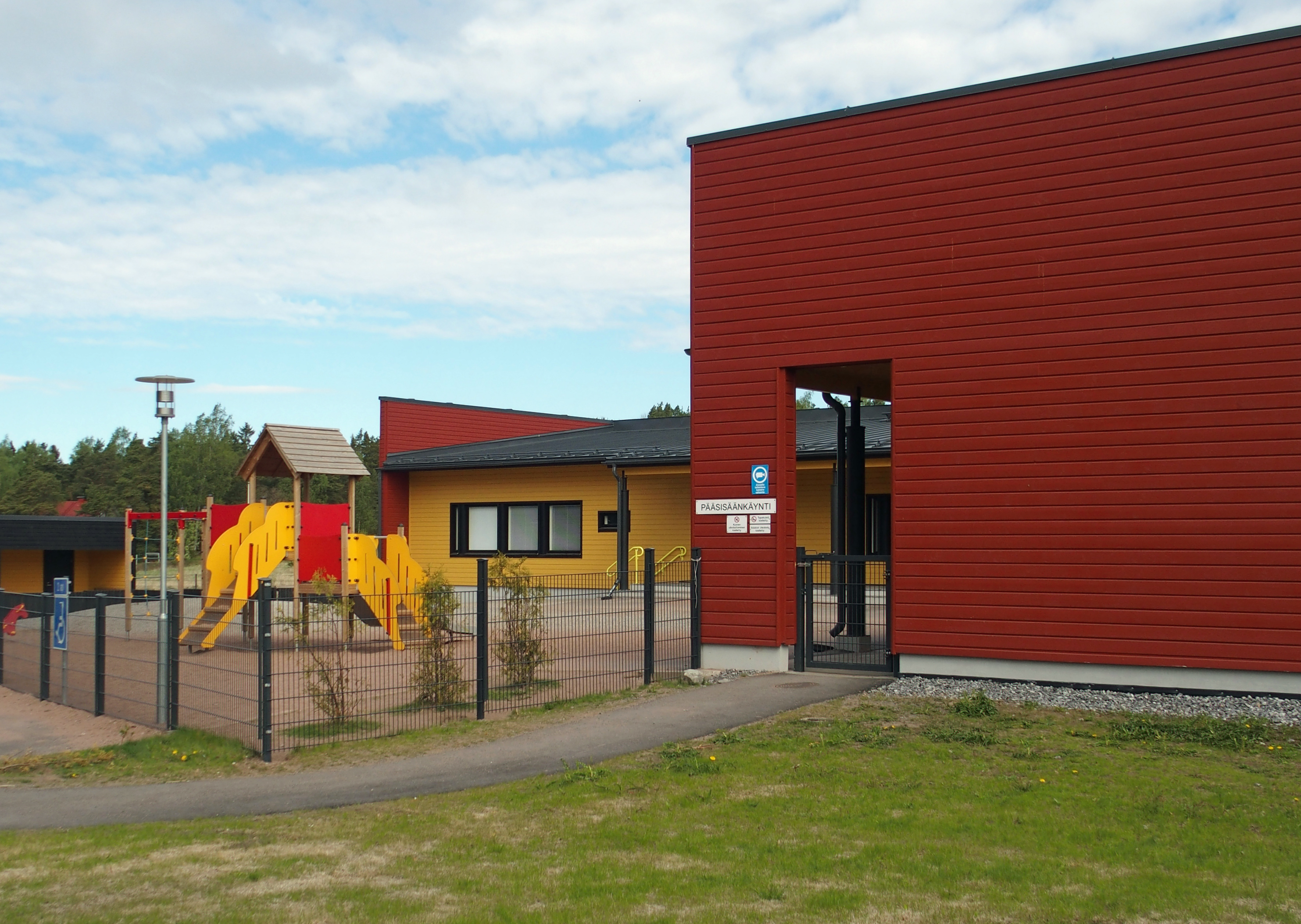
Jardin d'enfants decTähtimetsä